# سردارآباد (مقاطعة دلفان)
سردارآباد (بالفارسية: سردارآباد) هي قرية تقع في قسم ميربغ الشمالي الريفي (مقاطعة دلفان) في إيران. يقدر عدد سكانها بـ 98 نسمة بحسب إحصاء 2016.